# Liên Nam
Huyện tự trị dân tộc Dao Liên Nam (chữ Hán giản thể: 连南瑶族自治县) là một huyện thuộc địa cấp thị Thanh Viễn, tỉnh Quảng Đông, Cộng hòa Nhân dân Trung Hoa. Huyện này có diện tích 1305,929 ki-lô-mét vuông, dân số 14,8 vạn người. Mã số bưu chính là 513300, mã vùng điện thoại là 0763. Huyện lỵ đóng tại trấn Tam Giang. Liên Nam giáp Liên Châu về phía đông bắc, đông nam giáp Dương Sơn, phía nam giáp Hoài Tập, phía tây giáp Liên Sơn, tây bắc giáp Giang Hoa của Hồ Nam.

## Khí hậu
| Dữ liệu khí hậu của Liên Nam (2009–2020 normals, extremes 1981–2010) | Dữ liệu khí hậu của Liên Nam (2009–2020 normals, extremes 1981–2010) | Dữ liệu khí hậu của Liên Nam (2009–2020 normals, extremes 1981–2010) | Dữ liệu khí hậu của Liên Nam (2009–2020 normals, extremes 1981–2010) | Dữ liệu khí hậu của Liên Nam (2009–2020 normals, extremes 1981–2010) | Dữ liệu khí hậu của Liên Nam (2009–2020 normals, extremes 1981–2010) | Dữ liệu khí hậu của Liên Nam (2009–2020 normals, extremes 1981–2010) | Dữ liệu khí hậu của Liên Nam (2009–2020 normals, extremes 1981–2010) | Dữ liệu khí hậu của Liên Nam (2009–2020 normals, extremes 1981–2010) | Dữ liệu khí hậu của Liên Nam (2009–2020 normals, extremes 1981–2010) | Dữ liệu khí hậu của Liên Nam (2009–2020 normals, extremes 1981–2010) | Dữ liệu khí hậu của Liên Nam (2009–2020 normals, extremes 1981–2010) | Dữ liệu khí hậu của Liên Nam (2009–2020 normals, extremes 1981–2010) | Dữ liệu khí hậu của Liên Nam (2009–2020 normals, extremes 1981–2010) |
| Tháng                                                                | 1                                                                    | 2                                                                    | 3                                                                    | 4                                                                    | 5                                                                    | 6                                                                    | 7                                                                    | 8                                                                    | 9                                                                    | 10                                                                   | 11                                                                   | 12                                                                   | Năm                                                                  |
| -------------------------------------------------------------------- | -------------------------------------------------------------------- | -------------------------------------------------------------------- | -------------------------------------------------------------------- | -------------------------------------------------------------------- | -------------------------------------------------------------------- | -------------------------------------------------------------------- | -------------------------------------------------------------------- | -------------------------------------------------------------------- | -------------------------------------------------------------------- | -------------------------------------------------------------------- | -------------------------------------------------------------------- | -------------------------------------------------------------------- | -------------------------------------------------------------------- |
| Cao kỉ lục °C (°F)                                                   | 26.9 (80.4)                                                          | 31.2 (88.2)                                                          | 33.1 (91.6)                                                          | 34.8 (94.6)                                                          | 36.8 (98.2)                                                          | 39.8 (103.6)                                                         | 40.6 (105.1)                                                         | 40.2 (104.4)                                                         | 38.4 (101.1)                                                         | 36.8 (98.2)                                                          | 34.0 (93.2)                                                          | 27.6 (81.7)                                                          | 40.6 (105.1)                                                         |
| Trung bình ngày tối đa °C (°F)                                       | 13.8 (56.8)                                                          | 16.6 (61.9)                                                          | 19.2 (66.6)                                                          | 24.5 (76.1)                                                          | 28.7 (83.7)                                                          | 31.4 (88.5)                                                          | 33.7 (92.7)                                                          | 33.7 (92.7)                                                          | 31.3 (88.3)                                                          | 27.0 (80.6)                                                          | 21.7 (71.1)                                                          | 15.5 (59.9)                                                          | 24.8 (76.6)                                                          |
| Trung bình ngày °C (°F)                                              | 9.4 (48.9)                                                           | 12.0 (53.6)                                                          | 15.1 (59.2)                                                          | 19.9 (67.8)                                                          | 24.1 (75.4)                                                          | 26.7 (80.1)                                                          | 28.2 (82.8)                                                          | 27.9 (82.2)                                                          | 25.9 (78.6)                                                          | 21.5 (70.7)                                                          | 16.4 (61.5)                                                          | 10.6 (51.1)                                                          | 19.8 (67.7)                                                          |
| Tối thiểu trung bình ngày °C (°F)                                    | 6.6 (43.9)                                                           | 9.0 (48.2)                                                           | 12.3 (54.1)                                                          | 16.7 (62.1)                                                          | 21.0 (69.8)                                                          | 23.7 (74.7)                                                          | 24.6 (76.3)                                                          | 24.2 (75.6)                                                          | 22.4 (72.3)                                                          | 17.7 (63.9)                                                          | 12.9 (55.2)                                                          | 7.4 (45.3)                                                           | 16.5 (61.8)                                                          |
| Thấp kỉ lục °C (°F)                                                  | −1.9 (28.6)                                                          | −1.9 (28.6)                                                          | −0.3 (31.5)                                                          | 5.8 (42.4)                                                           | 11.0 (51.8)                                                          | 16.4 (61.5)                                                          | 19.6 (67.3)                                                          | 20.4 (68.7)                                                          | 14.8 (58.6)                                                          | 6.9 (44.4)                                                           | 1.2 (34.2)                                                           | −3.8 (25.2)                                                          | −3.8 (25.2)                                                          |
| Lượng Giáng thủy trung bình mm (inches)                              | 85.0 (3.35)                                                          | 93.4 (3.68)                                                          | 173.9 (6.85)                                                         | 209.4 (8.24)                                                         | 284.8 (11.21)                                                        | 310.9 (12.24)                                                        | 173.5 (6.83)                                                         | 185.6 (7.31)                                                         | 101.1 (3.98)                                                         | 75.2 (2.96)                                                          | 65.7 (2.59)                                                          | 54.2 (2.13)                                                          | 1.812,7 (71.37)                                                      |
| Số ngày giáng thủy trung bình (≥ 0.1 mm)                             | 12.9                                                                 | 13.4                                                                 | 19.1                                                                 | 18.0                                                                 | 19.0                                                                 | 19.9                                                                 | 15.5                                                                 | 15.0                                                                 | 9.8                                                                  | 6.5                                                                  | 7.7                                                                  | 8.6                                                                  | 165.4                                                                |
| Số ngày tuyết rơi trung bình                                         | 0.6                                                                  | 0.3                                                                  | 0                                                                    | 0                                                                    | 0                                                                    | 0                                                                    | 0                                                                    | 0                                                                    | 0                                                                    | 0                                                                    | 0                                                                    | 0.4                                                                  | 1.3                                                                  |
| Độ ẩm tương đối trung bình (%)                                       | 78                                                                   | 79                                                                   | 83                                                                   | 83                                                                   | 82                                                                   | 83                                                                   | 78                                                                   | 78                                                                   | 77                                                                   | 74                                                                   | 74                                                                   | 74                                                                   | 79                                                                   |
| Số giờ nắng trung bình tháng                                         | 72.5                                                                 | 58.6                                                                 | 52.4                                                                 | 72.6                                                                 | 106.3                                                                | 127.8                                                                | 191.0                                                                | 191.8                                                                | 164.6                                                                | 158.1                                                                | 128.0                                                                | 112.3                                                                | 1.436                                                                |
| Phần trăm nắng có thể                                                | 22                                                                   | 18                                                                   | 14                                                                   | 19                                                                   | 26                                                                   | 31                                                                   | 46                                                                   | 48                                                                   | 45                                                                   | 45                                                                   | 39                                                                   | 34                                                                   | 32                                                                   |
| Nguồn: China Meteorological Administration                           |                                                                      |                                                                      |                                                                      |                                                                      |                                                                      |                                                                      |                                                                      |                                                                      |                                                                      |                                                                      |                                                                      |                                                                      |                                                                      |